# José Mário Vaz
José Mário Vaz (1957. december 10. –) bissau-guineai politikus, 2014 és 2020 között Bissau-Guinea elnöke. Elnökségét végig belpolitikai feszültségek jellemezték, ennek ellenére a többpártrendszer bevezetése óta első államfőként kitöltötte teljes ötéves ciklusát.

## Politikai karrier
Közgazdasági tanulmányait Portugáliában végezte. A kormánypárt PAIGC tagja. 2004-től 2009-ig a főváros Bissau polgármestere volt. Malam Bacai Sanhá elnöksége idején, 2009 és 2012 között a pénzügyminiszteri tisztséget töltötte be. A Carlos Gomes Júnior-vezette kormánnyal együtt a 2012-es katonai puccs mozdította el a hatalomból, a megtartott elnökválasztások két fordulója között, amelyet Sanhá elnök halála miatt kellett kiírni. Vaz ezután rövid időre Portugáliába menekült, de már 2013 februárjában hazatért, ahol rövidesen őrizet alá helyezték három nap erejéig. A katonai junta azzal vádolta, hogy miniszterként 9,1 millió euró segélyt sikkasztott el, amelyet Angola adományozott a polgárháborúkkal terhelt nyugat-afrikai országnak. Vaz mindvégig tagadta a vádakat.
A nemzetközi közösség egyre határozottabban követelte az új választások kiírását, amelynek időpontját addig az ideiglenes kormány adminisztrációs indokokra hivatkozva folyamatosan elhalasztotta. Miután a korábbi miniszterelnök Carlos Gomes Júnior és házelnök Raimundo Pereira szabadon engedésük után száműzetésbe kényszerültek Elefántcsontpartba, így Vaz lett a PAIGC esélyes jelöltje a 2014-es választásokra. Fő ellenfele, Nuno Gomes Nabiam független indulóként a bissau-guineai hadsereg támogatását élvezte. 2014. május 18-án a második fordulóban Vaz megszerezte a szavazatok 61,9%-át. Nemzetközi nyomásra Nabiam elfogadta a választási eredményt és elismerte vereségét.

### Elnöksége
A választás idején José Mário Vaz mezőgazdasági fejlesztéseket és a mérhetetlen szegénység csökkentését ígérte, valamint a kormányzati és felső katonai köröket is érintő drogterjesztési és -kereskedelmi hálózat felszámolását. Bissau-Guinea jelenleg a latin-amerikai drogkartellek egyik legfőbb tranzitországa Dél-Amerika és Európa között.
2015. március 25-én Brüsszelben feloldották a Bissau-Guineára kirótt szankciókat, amely a 2012-es puccs óta sújtotta az országot. Vaz viszonylagos stabilitást tudott teremteni a belpolitikában. Az Európai Unió emellett 160 millió eurós támogatást is kilátásba helyezett Bissau-Guinea számára. Vaz mandátumának célja a katonaság politikai hatalmának letörése, bár ezt a törekvést némiképp hátráltatta a miniszterelnökével, Domingos Simões Pereirával való feszült viszony, akit 2015. augusztus 12-én menesztett kormányával együtt. Az elnök lépését Portugália és a nemzetközi szervezetek kritizálták, mondván, a két politikus közötti rivalizálás alááshatja az egyébként is törékeny belső stabilitást.
Vaz a következő időszakban fokozatosan próbálta magát függetleníteni a kormánypárttól, amelynek elnöke 2014 februárja óta riválisa, Domingos Simões Pereira volt. A menesztett kormányfő helyére az elnök hívét, Baciro Djá pszichológust nevezte ki. A legfelsőbb bíróság azonban a miniszterelnök-cserét alkotmányellenesnek ítélte, így Djá 20 nap után távozni kényszerült a pozícióból. Vaz hívét később a kormánypártból is kizárták. Vaz ezután kénytelen volt kinevezni a PAIGC jelöltjét, Carlos Correia veterán politikust, aki korábban háromszor is miniszterelnök volt a kis nyugat-afrikai országban. 2016 januárjában tizenöt kormánypárti képviselő kilépett a PAIGC-ből és csatlakoztak a legerősebb ellenzéki párt, a Társadalmi Megújulás Pártjának (PRS) frakciójához, így parlamenti többséghez juttatva az ellenzéket a 102 fős törvényhozásban. A dezertőr képviselők illegitimnek tartották Correia kormányát és az éves költségvetést sem voltak hajlandóak megszavazni, a pártfegyelemmel szembehelyezkedve.
2016 májusában Vaz menesztette a PAIGC vezetéséhez hű Correia-kormányt és felkérte a kormánypártot egy új miniszterelnök jelölésére. A PAIGC válaszát azonban meg nem várva két héttel később kinevezte másodjára is hívét, Baciro Dját. Correia a menesztését az elnök "alkotmányos puccsának" értékelte. A PAIGC Djá kinevezését alkotmányellenesnek nevezte és hangsúlyozta, hogy a miniszterelnök személyének meghatározása az ő feladatuk. Az elnök a kormányfőcserét azzal indokolta, hogy a menesztett kabinet bizonyos tagjainak köze lehet 41 millió dollár gyanús eltűnéséhez a pénzügyminisztérium számlájáról, s ezért Correiát a minisztereivel együtt házi őrizet alá helyezték.
Vaz és a pártelnök Pereira éles szembenállása 2015-től évekre megbénította az állami gépezet működését, teljes politikai patthelyzetet előidézve. A PAIGC elérte Baciro Djá másodszori menesztését 2016 novemberében, akit aztán a kormánypártból is kizártak. Vaz ezután azonban nem volt hajlandó kinevezni a Pereira vezette kormánypárt egykori főtitkárát és jelöltjét, Augusto Olivais-t. Helyette az ellenzék által is támogatott Umaro Sissoco Embaló ült a miniszterelnöki székbe, akinek működését a PAIGC bojkottálta, ám a legfőbb ellenzéki erő, a PRS támogatásáról biztosította. A fennálló politikai helyzet azt idézte elő, hogy az iskolák, kórházak, a rendőrség, az igazságszolgáltatás, a posta és akadozva üzemeltek, a köztisztviselők nem kapták meg fizetésüket, a nemzetközi szervezetek pedig felfüggesztették a bissau-guineai gazdaság elégséges működéséhez elengedhetetlen segélyek folyósítását. A Pereira vezette PAIGC nem volt hajlandó megszavazni az éves költségvetést, valamint egyetlen elnöki rendelet és törvény sem került jóváhagyásra. 2017 decemberében az ECOWAS szankciókat helyezett kilátásba, amennyiben a politikai válság megoldására való törekedés nem kerül terítékre. A nyugat-afrikai gazdasági szervezet egyúttal felkérte Alpha Condé guineai és Faure Gnassingbé togói elnököket, hogy közvetítésükkel segítsék elő egy egységkormány felállítását és egy új, konszenzusos miniszterelnök kijelölését. 2018 januárjában Embaló lemondott posztjáról. Miután Artur Silva néhány hónap után sem tudott többséget kialakítani, 2018 áprilisában a rövid életű konszenzus jegyében új miniszterelnököt sikerült megnevezni az ellenzéki Aristides Gomes személyében, aki a Függetlenség és Fejlődés Köztársaságának Pártjának (PRID) vezetője volt. A parlament két év után ekkor ülésezett először. A további szembenállás azonban nem változott, Gomes elődjeihez hasonlóan csak névleg volt miniszterelnök a patthelyzet okozta kormányzati leállásnak köszönhetően. A PAIGC továbbra is csak Pereira személyét volt hajlandó elfogadni miniszterelnöknek, akit viszont Vaz teljes mértékben elutasított. A 2019. márciusi parlamenti választáson a PAIGC szerezte meg a legtöbb mandátumot (47), de parlamenti többséget nem szerzett. Vaz nem volt hajlandó kinevezni kormányfővé Pereirát, ismételten Gomest bízta meg kormányalakítással.
João Bernardo Vieira diktatórikus hatalma és az 1994-es demokratikus változások óta Vaz volt az első bissau-guineai elnök, aki kitöltötte ötéves mandátumát. Vaz 2019. november 24-re írta ki az esedékes elnökválasztás időpontját. Mandátuma lejártakor az országnak gyakorlatilag nem volt kormánya, június 17-én Vaz azt kérte az újfent többséggel rendelkező PAIGC-frakciót, hogy bárkit nevezzenek meg kormányfőnek, csak Pereirát ne. Végső soron azzal fenyegette meg a parlamentet, hogy mandátuma lejárta után az elnöki székben marad teljes jogkörével, amíg a választások le nem zajlódnak. A saját pártjával (PAIGC) konfliktusos viszonyban lévő elnököt azonban a törvényhozás elmozdította a helyéről június 27-én. A 102 fős parlament 54 képviselője olyan határozatot fogadott el, amely leváltotta Vaz elnököt és a választásokig hátralévő időre ideiglenes államfőt nevezett ki Cipriano Cassamá házelnök személyében. Két nappal később, június 29-én az ECOWAS annullálta ezt a lépést, továbbra is Vazt elismerve államfőnek. Ugyanezen a napon a bissau-guineai ügyészség elrendelte Cassamá és Califa Seidi, a PAIGC parlamenti frakcióvezetőjének letartóztatását. Október 29-én Vaz menesztette Aristides Gomes miniszterelnököt és kormányát, ezt azonban az ECOWAS nem ismerte el és szankciókkal fenyegetett. Az új kormányfő, Faustino Imbali október 31-én esküdött fel, de a nemzetközi szervezet nyomására november 8-án végül lemondani kényszerült, átadva a posztot ismételten Gomesnek. José Mário Vaz függetlenként indult a 2019. novemberi elnökválasztáson. A november 24-én megtartott első fordulóban mindössze a negyedik helyet szerezte meg a szavazatok 12,41%-ával. A második forduló előtt volt miniszterelnöke, Umaro Sissoco Embaló támogatására szólított fel. Embaló végül legyőzte a PAIGC jelöltjét, Domingos Simões Pereirát. Az új államfő beiktatási ceremóniáján – amelynek legitimitását a vesztes jelölt vitatta – aktívan részt vállalt Vaz is.